# ويليام كرايغ
ويليام كرايغ هو سياسي كندي، ولد في 16 مايو 1828 في كندا، وتوفي في 1897 بروسيل في كندا. حزبياً، نشط في حزب أونتاريو المحافظ التقدمي. وقد انتخب عضو برلمان مقاطعة أونتاريو.